# Kidō Senshi Gundam SEED
Kidō Senshi Gundam SEED (機動戦士ガンダムSEED Kidō Senshi Gandamu Shīdo) là bộ anime thuộc series Gundam của Nhật Bản do Fukuda Mitsuo đạo diễn  và được sản xuất bởi công ty Sunrise. Tương tự như các loạt phim Gundam đi trước, tuy vẫn lấy bối cảnh Trái Đất, cốt truyện của Gundam SEED xảy ra trong một thời đại hoàn toàn khác biệt có tên là Cosmic Era. Truyện phim xoay quanh nhân vật Kira Yamato và cuộc chiến giữa hai giống người: Người tự nhiên (Natural) và người chuyển gen (Coordinator).
Bộ anime kéo dài 50 tập, được trình chiếu ở Nhật trong gần một năm từ ngày 5 tháng 10 năm 2002 đến 27 tháng 9 năm 2003 trên các đài thuộc hệ thống truyền hình JNN là TBS và MBS. Nó đã được chuyển thể thành một bộ manga do nhà xuất bản Kodansha ấn hành, ra mắt lần đầu vào 17 tháng 2, 2003. Gundam SEED được tiếp nối bởi Kidō Senshi Gundam SEED Destiny (機動戦士ガンダムSEED Destiny Kidō Senshi Gandamu Shīdo Desutinī).
Hãng Bandai Entertainment cấp phép cho bộ anime Gundam SEED vào tháng 2 năm 2004, và nó được ra mắt tại Mỹ và Canada lần lượt vào các năm 2004 và 2005.
Kidō Senshi Gundam SEED đã đoạt giải Animage Anime Grand Prix lần thứ 25 vào năm 2002. Đây là bộ anime thứ hai trong loạt phim Gundam giành giải thưởng trên, sau Kidō Senshi Gundam. Trong lần trao giải thứ 26 năm 2003, Gundam SEED rơi xuống vị trí thứ 2, kém vị trí thứ nhất Fullmetal Alchemist 1800 phiếu bầu .
Ở Nhật, cái tên Kidō Senshi Gundam SEED có tầm ảnh hưởng rộng lớn. Loạt phim đã đạt nhiều giải thưởng và có doanh số bán đĩa nhạc phim và DVD rất cao. Phần hình ảnh và phát triển nhân vật của phim nhận được nhiều lời khen ngợi, tuy nhiên những chi tiết quá giống với các loạt phim Gundam đi trước cũng làm dấy lên nhiều so sánh và chỉ trích trong cộng đồng người hâm mộ.

## Khái quát nội dung
Trở nên hoàn hảo là ước mơ muôn đời của con người từ ngày xưa đến nay. Chuyện tưởng chừng như khoa học không làm được đã xảy ra, nhưng con người lai gien với sức khỏe tốt hơn, thông minh hơn những con người bình thường đã ra đời và được gọi là "Coordinator". Điều này cũng là sự bắt đầu cho Cosmic Era. Mọi người đổ xô đi cấy gien, lai tạo gien để tạo ra những đứa con Coordinator cho mình mà không hề nghĩ đến một cuộc chiến tranh sẽ đến trong tương lai. Và cũng chẳng cần chờ lâu, ghen tị - cái bản chất vốn ăn sâu trong máu thịt con người đã nổi dậy. Những con người bình thường hay còn được gọi là "Natural" cho rằng sự hiện diện của các Coordinator là đi ngược lại với tự nhiên vì họ trở nên tốt hơn nhờ máy móc chứ không phải bẩm sinh và điều này là không công bằng khi các Coordinator luôn luôn làm tốt hơn Natural.
Các Natural theo chủ trường chống Coordinator đã xuống tay hạ sát hàng loạt Coordinator. Một số chính phủ dần dần đồng tình và Coordinator bị xua đuổi. Khi bị dồn vào đường cùng, bản năng sinh tồn trỗi dậy và họ đã rời Trái Đất và đi ra ngoài vũ trụ, tạo ra nhóm vệ tinh PLANT - nơi các Coordinator sinh sống mà không phải lo sợ bị Natural tấn công. Những tưởng đó đã là một cái kết, nhưng Natural không bỏ cuộc. Ngày 14 tháng 2 năm C.E 70, họ gửi bom hạt nhân đến tấn công Junius Seven, một trong các vệ tinh của PLANT. Hậu quả là gần như toàn bộ cư dân Junius Seven chết, hành tinh bị hủy diệt, thảm kịch này còn được gọi là Bloody Valentine Day (ngày lễ tình nhân đẫm máu).
Sự việc nói trên đã châm ngòi cho những cuộc chiến nhỏ và các mâu thuẫn vốn có giữa PLANT và Trái Đất. Hai bên liên tục tấn công lẫn nhau, gây thương vong chết chóc vô số. Các hành tinh và các nước trung lập dần dần hình thành. Ở nơi đó, không có sự phân biệt Natural hay Coordinator, những người ở đây có chung một ý nguyện là tránh xa cuộc chiến.
Cậu thanh niên 16 tuổi Kira Yamato cũng là một trong số đó. Cậu sống ở Heliopolis, một vệ tinh nhỏ gần Trái Đất. Vài năm trước, người bạn thân nhất của Kira là Athrun Zala đã về PLANT khi cuộc chiến giữa Trái Đất và PLANT trở nên căng thẳng. Thời gian trôi đi, mọi chuyện chỉ còn là ký ức. Vào vài năm sau khi Athrun đi, Kira vẫn ở lại Heliopolis và cậu cũng đã có được những người bạn ở đây. Nhưng không may khi chính quyền nơi này lại giúp Trái Đất chuyển vũ khí mới "Gundam" và con tàu "Archangel". ZAFT - lực lượng quân đội của PLANT đã sớm biết chuyện này và gửi một nhóm qua đánh cướp những vũ khí mới này. Hai bên có một số trận đánh nhỏ và Kira vô tình bị dính vào đó. Cậu gặp lại Athrun - người bạn cũ giờ đây đã trở thành một thành viên của ZAFT. Tiếc thay, giờ Kira lại phải về phe Trái Đất để bảo vệ những người bạn khác của mình. Thế là hai người bạn thân từ thuở nào nay lại là kẻ thủ địch. Đây cũng là bắt đầu cho những nỗi đau.

## Phát triển
Kidō Senshi Gundam SEED được đạo diến bởi Fukuda Mitsuo với phần âm nhạc do Sahashi Toshihiko đảm nhận . Phim lần đầu được thông báo tới khán giả vào tháng 6 năm 2002, phần trailer ra mắt vào tháng 9 cùng năm trên trang web chính thức của xê-ri. Có tổng cộng 8 biên kịch làm việc cho bộ anime này. Phần thiết kế nhân vật được giao cho Hisashi Hirai, trong khi nhiệm vụ thiết kế máy móc thuộc về Kunio Ohkawara và Kimitoshi Yamane. Koichi Inoue, nhà quản lý sản xuất của Kidō Senshi Gundam cho biết đoàn làm phim Gundam SEED là một đội ngũ trẻ và sẽ còn tiếp tục thực hiện các loạt phim Gundam sau đó. Bản thân Inoue sẽ chỉ tham gia thực hiện các dự án anime dựa theo bộ Gundam đầu tiên. Theo đạo diễn Fukuda, ban đầu câu chuyện Gundam SEED được kể dưới góc nhìn cá nhân của Kira, tuy nhiên về sau góc nhìn này được chuyển sang các nhân vật khác. Mục tiên lớn nhất của ông với xê-ri này là giúp khán giả giải trí, do đó cao trào kịch tính của bộ anime sẽ được phát triển xuyên suốt theo chiều hướng tương tự với các loạt Gundam tiền nhiệm. Cốt truyện là phần đầu tiên được hoàn thành, sau đó mới đến các cảnh hành động, và các nhân vật người trong phim được chú trọng đầu tư hơn là các cỗ máy chiến đấu. Đạo diễn Fukuda cho rằng mong muốn đấu tranh của nhân vật Kira là điều tất yếu, phát sinh từ khao khát bảo vệ bạn bè của anh. Fukuda đã cân nhắc quyết định những hành động của Kira dựa trên nền tảng lối suy nghĩ truyền thống của người Nhật Bản.

## Phát hành

### Anime
Gundam SEED bắt đầu được công chiếu lần đầu trên hai kênh MBS and TBS, vào lúc 18 giờ thứ 7 hàng tuần sau khi bộ tokusatsu Ultraman Cosmos kết thúc.. Các khách hàng sử dụng dịch vụ phía đông và tây của công ty viễn thông Nippon Telegraph and Telephone với trình duyệt Windows media hoặc Real có thể thoải mái xem xê-ri phim trên internet vào ngày hôm sau. Từ ngày 28 tháng 3 năm 2003 đến 26 tháng 3 năm 2004, loạt anime được phát hành tại Nhật dưới dạng 13 đĩa DVD tổng hợp. Tập OVA dài 5 phút "After Phase: In the Valley of Stars" xuất hiện trong đĩa DVD thứ 13, cũng là DVD cuối cùng.. Ngày 23 tháng 10 năm 2010, bộ đĩa DVD tổng hợp của xê-ri được tung ra thị trường. Loạt anime tiếp nối của Gundam SEED là Kidō Senshi Gundam SEED Destiny sau đó được trình chiếu tại Nhật từ ngày 9 tháng 10 năm 2004 đến ngày 1 tháng 10 năm 2005. Câu chuyện trong Gundam SEED Destiny diễn ra 2 năm sau Gundam SEED với nhân vật chính Shinn Asuka.
Phiên bản tái xử lý HD của Gundam SEED được công bố vào tháng 8 năm 2011, tuy nhiên theo lời đạo diễn Fukuda, thông tin này đã bị lọt ra ngoài sớm hơn vài ngày so với dự định thông báo chính thức. Tháng 11 cùng năm, hãng Bandai thông báo sẽ phát hành lại xê-ri dưới dạng 3 đĩa Blu-ray tổng hợp trong vòng từ tháng 3 đến tháng 9 năm 2012. Tháng 12 năm 2011, tập phim đầu tiên của phiên bản này xuất hiện trên trang web của kênh Bandai và bắt đầu lên sóng truyền hình từ tháng 1 năm 2012.
Phần lồng tiếng Anh ngữ của Gundam SEED được thực hiện và thu âm bởi Ocean Studios tại Vancouver, Canada. Xê-ri phim lần lượt được phát hành thành 10 đĩa DVD với hai thứ tiếng Nhật - Anh trong khoảng thời gian từ ngày 10 tháng 8, 2004 đến ngày 20 tháng 5, 2005. Tuy nhiên, OVA "After Phase: In the Valley of Stars" không xuất hiện trong số 10 đĩa DVD này, do Sunrise không ủy quyền cho Bandai; tuy nhiên nó đã xuất hiện trong DVD cuối cùng phát hành tại thị trường châu Âu. Từ ngày 13 tháng 6 năm 2005 đến ngày 6 tháng 3 năm 2006, hãng Beez Entertainment cũng phát hành xê-ri này dưới dạng 10 đĩa DVD. Phiên bản DVD 2 phần mang tên "Anime Legends Edition" ra mắt vào hai ngày 8 tháng 1, 2008 và 4 tháng 3 2008, mỗi phần gồm 5 đĩa DVD.

### Phim tổng hợp
Bộ phim tổng kết gồm 3 phần của Gundam SEED đã được phát hành dưới cái tên Gundam SEED: Special Edition . Mỗi phần phim kéo dài 90 phút, kể lại nội dung của xê-ri Gundam SEED với các cảnh mới hoặc cảnh vẽ lại, giống như cách thức các nhà làm phim đã làm với xê-ri Gundam đời đầu Kidō Senshi Gundam. Các phần phim nói trên được phát hành dưới dạng DVD từ ngày 27 tháng 8 đến 22 tháng 10 năm 2004. Tháng 2 năm 2010, chúng cũng được phát hành lại đồng thời với 4 phần phim tổng hợp tương tự của Gundam SEED Destiny. Gundam SEED: Special Edition được Bandai Entertainment cấp phép tại thị trường Bắc Mỹ và ra mắt DVD Anh ngữ từ ngày 11 tháng 7  đến 22 tháng 11 năm 2005. Một bộ DVD gồm 3 phần phim này được Bandai phát hành ngày 26 tháng 11 năm 2008 với tiêu đề "Kidō Senshi Gundam SEED Complete Feature Collection". Dưới đây là danh sách các phim tổng hợp của loạt anime Gundam SEED:
- Kidō Senshi Gundam SEED Movie I: The Empty Battlefied
- Kidō Senshi Gundam SEED Movie II: The Far-Away Dawn
- Kidō Senshi Gundam SEED Movie III: The Rumbling Sky

### Nhạc phim
Phần âm nhạc của xê-ri do nhạc sĩ Sahashi Toshihiko đảm nhiệm với sự trợ giúp của Kajiura Yuki, các đĩa nhạc được hãng Victor Entertainment phát hành. Các nghệ sĩ nổi bật tham gia hát cho loạt phim bao gồm nữ ca sĩ trẻ Nami Tamaki, ban nhạc See-Saw, và T.M. Revolution, người đồng thời cũng lồng tiếng cho nhân vật Miguel Aiman. Tổng cộng có 4 đĩa nhạc phim ra mắt từ ngày 4 tháng 12 năm 2002 đến 16 tháng 12 năm 2004. Các đĩa này bao gồm phần nhạc nền, các ca khúc mở đầu, kết thúc và đi kèm trong toàn bộ xê-ri. Tháng 5 năm 2004, đĩa nhạc Symphony SEED -Symphonic Suit Kidō Senshi Gundam SEED- phát hành với 10 chương nhạc phim Gundam SEED do Dàn nhạc giao hưởng London trình bày. Một đĩa DVD tổng hợp bao gồm 4 video clip của 4 ca khúc trong Gundam SEED và Gundam SEED Destiny, cũng ra mắt vào ngày 24 tháng 5 năm 2006 dưới tựa đề Kidō Senshi Gundam SEED & SEED DESTINY Clipping 4 Songs.
5 đĩa CD nhân vật với các ca khúc do các diễn viên lồng tiếng trình bày lần lượt phát hành từ ngày 21 tháng 3 đến 23 tháng 7 năm 2003. Ngoài ra còn có một album tổng hợp là Kidō Senshi Gundam SEED COMPLETE BEST gồm 13 ca khúc, phát hành ngày 22 tháng 11 năm 2006
Kidō Senshi Gundam SEED ~ SEED DESTINY BEST "THE BRIDGE" Across the Songs from Gundam SEED & SEED DESTINY là bộ đĩa tổng hợp gồm 2 CD, bao gồm tất cả các bài hát mở đầu, kết thúc, đi kèm, và các ca khúc nhân vật trong Gundam SEED và Gundam SEED Destiny. Ngoài ra, toàn bộ những ca khúc trong Gundam SEED và Gundam SEED Destiny do T.M.Revolution trình bày còn được tổng hợp trong đĩa CD riêng của anh mang tựa đề X42S-REVOLUTION, phát hành ngày 24 tháng 3 năm 2010. Phiên bản đặc biệt số lượng giới hạn của đĩa này bao gồm một đĩa DVD với phần video âm nhạc sử dụng hình ảnh từ hai loạt anime.

### Manga
Bản manga Gundam SEED do họa sĩ Masatsugu Iwase vẽ, gồm 5 tập tankōbon được nhà xuất bản Kodansha phát hành rải rác từ 20 tháng 3 năm 2003 đến 21 tháng 1 năm 2005  Ở thị trường Bắc Mỹ, Del Rey Manga giữ quyền xuất bản bản dịch tiếng Anh  và đã lần lượt cho ra mắt độc giả toàn bộ loạt truyện trong khoảng thời gian từ ngày 27 tháng 4 năm 2004 đến 20 tháng 8 năm 2005 . Bộ manga cũng được phát hành tại Singapore bởi nhà xuất bản Chuang Yi . 
Trong thời gian từ ngày 28 tháng 4 năm 2004 đến 26 tháng 2 năm 2005, bộ manga ngoại truyện mang tiêu đề Kidō Senshi Gundam SEED Astray do tác giả Chiba Tomohiro lên kịch bản và họa sĩ Tokita Kōichi đảm nhận phần minh họa cũng được Kadokawa Shoten phát hành ở Nhật dưới dạng 3 cuốn tankōbon. Tháng 12 năm 2003, độc giả Bắc Mỹ được thông báo loạt truyện sẽ được xuất bản tại thị trường này thông qua TOKYOPOP , thời gian phát hành là từ ngày 11 tháng 5 tới ngày 9 tháng 11 năm 2004.
Ngoài ra, còn hai ngoại truyện khác là Kidō Senshi Gundam SEED Astray R  và Kidō Senshi Gundam SEED X Astray . Tokita Kouichi vẫn là họa sĩ minh họa cho Kidō Senshi Gundam SEED X Astray, còn trong Kidō Senshi Gundam SEED Astray R, vai trò này thuộc về Toda Yasunari. Kidō Senshi Gundam SEED Astray R xoay quanh câu chuyện về hoa tiêu Lowe Guele của Red Flame cùng các đồng đội trong hội Junk Guild trong suốt cuộc chiến Bloody Valentine. Bộ manga gồm 4 tập, được phát hành rải rác từ tháng 3 năm 2003 đến tháng 8 năm 2004. Từ tháng 2 đến tháng 11 năm 2005, bản dịch tiếng Anh do TokyoPop ấn hành cũng ra mắt độc giả. Trong khi đó, nhân vật chính của Gundam SEED X Astray là Canard Pars, một thử nghiệm thất bại do chương trình Ultimate Coordinator tạo ra. Canard luôn nuôi hi vọng tìm kiếm và đánh bại Kira Yamato, sản phẩm thành công duy nhất của chương trình, nhằm chứng minh rằng mình không phải là "phế phẩm". Hai tập truyện của bộ manga đã được lần lượt phát hành vào tháng 5 và tháng 10 năm 2005 tại Nhật, trong khi ấn bản tiếng Anh ra mắt vào tháng 10 năm 2006 và tháng 2 năm 2007.
Tháng 8 năm 2005, một ngoại truyện dưới dạng "tiểu thuyết hình ảnh" mang tên Kidō Senshi Gundam SEED Astray B do Toda Yasunari thực hiện được phát hành. Câu chuyện xoay quanh nhân vật chính Gai Murakumo và nhóm hoa tiêu đánh thuê Serpent Tail mà anh lãnh đạo.
Mobile Suit Gundam SEED Club Yonkoma (機動戦士ガンダムSEED SEED Club 4コマ) là bộ manga ngoại truyện của tác giả Azu Maria nói về các nhân vật trong xê-ri anime Gundam SEED và phần tiếp theo của nó, Gundam SEED Destiny. Đây là loạt truyện tranh mang phong cách hài hước, nội dung mỗi truyện thường nằm gọn trong 4 khung tranh (yonkoma). Loạt truyện được tổng hợp thành ba phần với bản quyền thuộc về Kadokawa Shoten. Phần đầu ra mắt vào tháng 8 năm 2005. Phần 2 và phần 3 (phát hành lần lượt vào tháng 8 năm 2006 , và tháng 9 năm 2007 ) bao gồm cả các nhân vật trong Seed Destiny.

### Tiểu thuyết
Phiên bản chuyển thể light novel của xê-ri ra đời dưới ngòi bút của tác giả Goto Riu, nguyên bản do Ogasawara Tomofumi minh họa in trên phụ trang của tạp chí Kadokawa Sneaker Bunko. Sau này tiểu thuyết được chia thành 5 tập, do Kadokawa Shoten ấn hành. Tập đầu tiên ra mắt vào tháng 3 năm 2003 và tập cuối cùng phát hành vào tháng 1 năm 2004. Từ 11 tháng 10 năm 2005 đến ngày 9 tháng 5 năm 2006, Tokyopop cũng lần lượt cho ra mắt ấn bản Anh ngữ của 3 tập đầu. Hai tập light novel chuyển thể từ xê-ri ngoại truyện Kidō Senshi Gundam SEED Astray do tác giả Chiba Tomohiro chắp bút được Kadokawa phát hành vào ngày 1 tháng 9 năm 2003 và ngày 1 tháng 7 năm 2004.

### Video games
Đã có rất nhiều game được sản xuất dựa theo nội dung của loạt anime, tiêu biểu là game arcade Gundam SEED: Federation vs. Z.A.F.T. II, Mobile Suit Gundam SEED: Tomo to Kimi to Senjou de (機動戦士ガンダムSEED: 友と君と戦場で  "Friends and Foes on the Battelfield") và Gundam SEED: Battle Assault trên hệ máy Game Boy Advance, Gundam SEED: Federation vs. Z.A.F.T., Kidō Senshi Gundam SEED, Kidō Senshi Gundam SEED: Never Ending Tomorrow, Kidō Senshi Gundam SEED Destiny: Generation of CE,và Gundam SEED: Federation vs. Z.A.F.T. 2 Plus cho PlayStation 2. Ngoài ra còn có một game PlayStation Portable mang tên Gundam SEED: Federation vs. Z.A.F.T. Portable cùng một game cho điện thoại di động, Kidō Senshi Gundam SEED Phase-Act Delivery.
Nhân vật của Gundam SEED cũng từng nhiều lần xuất hiện trong các game của loạt anime Gundam, chẳng hạn như Kidō Senshi Gundam: Gundam vs. Gundam Next, loạt game SD Gundam G cùng một vài game trong loạt Gundam Battle Assault, Dynasty Warriors: Gundam 2, andvà Dynasty Warriors: Gundam 3. Bên cạnh đó, có thể kể thêm nhiều game khác như xê-ri Super Robot Wars, Another Century's Episode 3 và Another Century's Episode: R.

### Sản phẩm khác
Có rất nhiều sách xuất bản ăn theo nội dung Gundam SEED, tiêu biểu là cuốn Mobile Suit Gundam SEED Ultimate Super Encyclopedia (決定版　機動戦士ガンダムSEED超百科) ra mắt ngày 10 tháng 7 năm 2003  do Kodansha ấn hành. Ngày 18 tháng 7 năm 2003, Kadokawa Shoten tung ra thị trường Nhật Bản hai cuốn sách hướng dẫn chính thức, đó là Mobile Suit Gundam SEED Photos Freedom Kira (機動戦士ガンダムSEED写真集 FREEDOMキラ) và Mobile Suit Gundam SEED Photos Justice Athrun (機動戦士ガンダムSEED写真集 JUSTICEアスラン) tập trung chủ yếu vào hai nhân vật chính Kira Yamato và Athrun Zala. Cũng trong tháng này, loạt sách giới thiệu nhân vật của xê-ri cũng ra mắt người hâm mộ Nhật Bản dưới cái tên chung "Official File" ("Hồ sơ chính thức"). Một tập sách có tựa đề Mobile Suit Gundam SEED – All Characters Analysis (僕たちの好きなガンダムSEED 全キャラクター徹底解析編) được phát hành vào ngày 19 tháng 4 năm 2004, bao gồm các bài phân tích tỉ mỉ về cốt truyện cũng như nhân vật của bộ anime. Một cuốn sách khác, Mobile Suit Gundam SEED Perfect Archive Series (僕たちの好きなガンダムSEED PERFECT ARCHIVE SERIES), chứa các bài viết chi tiết về nhân vật, công nghệ và bối cảnh trong Gundam SEED, ra mắt tháng 3 năm 2006. Ngày 26 tháng 7 năm 2004, tập artbook mang tên Mobile Suit Gundam SEED RGB Illustrations (機動戦士ガンダムSEED RGB ILLUSTRATIONS) chính thức phát hành.

## Đánh giá và giải thưởng
Gundam SEED được đánh giá là một trong những xê-ri Gundam nổi tiếng nhất tại Nhật Bản, với chỉ số người xem rất cao và doanh số bán DVD khổng lồ. Theo số liệu hãng Bandai Visual công bố, tính đến tháng 4 năm 2004, đã có một triệu đĩa DVD Gundam SEED được tiêu thụ tại thị trường Nhật Bản, trong đó đĩa DVD đầu tiên đã vượt ngưỡng 100,000 bản Các đĩa nhạc phim cũng gặt hái nhiều thành công thương mại, bài hát kết thúc đầu tiên của xê-ri, Anna ni Issho Datta no ni trở thành một trong những đĩa nhạc bán chạy nhất năm 2002 ở Nhật. Cho đến thời điểm tháng 7 năm 2004, đã có hơn 10 triệu mô hình nhựa của Gundam SEED được bán ra trên toàn thế giới. Cũng trong tháng này, Jerry Chu, giám đốc marketing của Bandai Entertainment đưa ra thông báo về phản ứng tích cực của khán giả đối với bộ anime, và Gundam SEED đã phá vỡ kỉ lục về số lượng người xem trong lần đầu ra mắt. Ông Chu cho biết, đây là bộ anime của Bandai nhận được sự ủng hộ nồng nhiệt nhất trong vòng 6 năm qua tại thị trường Bắc Mỹ . Theo nhận định của nhà phê bình John Oppliger từ AnimeNation, Gundam SEED là xê-ri Gundam đầu tiền mà thành công không chỉ giới hạn trong "Những người hâm mộ Gundam và các otaku" mà cả với những "khán giả xem truyền hình Nhật Bản bình thường". Năm 2003, Gundam SEED đã chiến thắng ở hạng mục TV Feature tại giải Animation Kobe và giải Grand Prix tại lễ trao giải Otaku Nhật Bản . Trước đó, vào năm 2002, Gundam SEED cũng đoạt giải Anime Grand Prix của tạo chí Animage, đồng thời hai nhân vật chính của xê-ri là Kira Yamato và Lacus Clyne lần lượt đứng đầu danh sách bình chọn nhân vật nam và nữ của năm . Bộ anime từng giành vị trí quán quân trong bảng xếp hạng anime năm 2004 do độc giả tạp chí Newtype bình chọn. Tuy nhiên, xê-ri phim không được các khán giả lớn tuổi đánh giá cao. Tháng 2 năm 2004, chủ tịch Sunrise, ông Takayuki Yoshii, cho rằng lý do của việc này là bởi Gundam SEED kết hợp nhiều yếu tố của các phim truyền hình nhiều tập. Thay vì tập trung vào các mẫu robot như các phim Gundam trước, xê-ri phim này tập trung nhiều hơn vào các nhân vật của mình.. Mặt khác, theo báo cáo của Bandai Visual vào tháng 4 cùng năm, Gundam SEED có phổ khán giả rộng lớn và sức hút mạnh mẽ đối với người xem ở lứa tuổi trưởng thành.
Gundam SEED được khen ngợi bởi vị trí nổi bật của nó trong hàng loạt xê-ri của chuỗi anime Gundam . Về mặt phát triển cốt truyện, xê-ri được đánh giá cao bởi các cảnh chiến đấu cũng như khai thác chiều sâu nhân vật đều tạo ấn tượng tốt và không làm lu mờ lẫn nhau. Diễn biến câu chuyện trong Gundam SEED có xu hướng chậm dần với phần phát triển nhân vật gắn liền với chủ đề chính trị xuyên suốt, gây hứng thú cho khán giả. Trong phần đầu của xê-ri, mối quan hệ giữa các nhân vật được đề cập khá nhiều. Đặc biệt, mối quan hệ giữa hai nhân vật nam chính Kira Yamato và Athrun Zala nhận được nhiều lời tán dương bởi những cảnh hành động chiến đấu gay cấn giữa hai bên cũng như gợi trí tó mò của người xem về việc liệu hai người có sát cánh bên nhau trong các tập phim về sau. Cao trào của xê-ri được nhận xét là đem lại nhiều bất ngờ cả về diễn biến của cuộc chiến cũng như vai trò của nhân vật. Nhìn chung, các nhà phê bình có cùng một nhận xét rằng Gundam SEED là sự pha trộn nhiều yếu tố từ những loạt Gundam đi trước nhưng lại được đẩy nhanh tốc độ, bởi vậy vừa có sức hấp dẫn đối với khán giả trẻ tuổi mà vẫn giữ được những khán giả quen thuộc trung thành với chuỗi anime Gundam Tác giả Carl Kimlinger từ trang web Anime News Network khẳng định, Gundam SEED đã chuyển thể nổi dung của xê-ri gốc Kidō Senshi Gundam năm 1979 đến với khán giả đương đại theo cách thức tương tự như Kidō Senshi Gundam 00 làm với Kidō Senshi Gundam Wing sau này. Theo Bamboo Dong, một tác giả khác của Anime News Network, tuy điều này là một trong mục tiêu chỉ trích của nhiều anti-fan, song nó không thể ngăn cản Gundam SEED trở thành một xê-ri anime đáng xem và thu hút thêm nhiều người hâm mộ đến với thế giới Gundam.
Bàn về chất lượng đồ họa của xê-ri, tác giả Derrick L. Tucker trên trang THEM Anime Reviews viết "(Gundam SEED) là xê-ri Gundam đỉnh cao nhất từ trước đến nay". Bên cạnh đó, phần nhạc phim cũng rất được ưa chuộng do có sự góp giọng của nhiều nghệ sĩ J-pop có tiếng tăm như Tamaki Nami và T.M. Revolution. Việc mời được nhiều diễn viên lồng tiếng tài năng như Tanaka Rie, Seki Tomokazu và Kuwashima Houko tham gia đã đáp ứng được nhu cầu chiều sâu cảm xúc mà các nhân vật cần có . Bản lồng tiếng Anh ngữ nhìn chung để lại ấn tượng tốt, song đôi lúc vẫn để lộ rõ nhược điểm so với bản gốc tiếng Nhật, đặc biệt trong quá trình khắc họa nhân vật chính Kira Yamato.

### Tranh cãi
Tập thứ 16 của Gundam SEED xuất hiện một cảnh phim với Kira Yamato, người hùng 16 tuổi của xê-ri, đang mặc lại quần dài sau khi ra khỏi chiếc giường nơi nhân vật 15 tuổi Flay Allster đang ngủ, trên người không mặc quần áo; ám chỉ một mối quan hệ bao gồm cả quan hệ tình dục. Ủy ban hành động vì Chất lượng truyền hình Nhật Bản (Japanese Commission for Better Broadcasting) đã có báo cáo về việc nhiều khán giả than phiền về cảnh phim trên bởi xê-ri được phát sóng vào lúc 6 giờ chiều khi có cả khán giả là trẻ em theo dõi. Tuy nhiên Mecha Anime HQ nhận định rằng cảnh phim nói trên là phù hợp với toàn bộ nội dung của xê-ri. Cảnh này còn được kéo dài thêm trong bản phim tổng hợp.